# Progomphus tantillus
Progomphus tantillus är en trollsländeart som beskrevs av Belle 1973. Progomphus tantillus ingår i släktet Progomphus och familjen flodtrollsländor. IUCN kategoriserar arten globalt som otillräckligt studerad. Inga underarter finns listade i Catalogue of Life.